# Alfred Karamuço
Alfred Karamuço, född den 27 januari 1943 i Korça i Albanien, död den 14 februari 2012 i Tirana i Albanien, var en albansk jurist. Han var medlem i Albaniens författningsdomstol mellan åren 1995 och 2007.